# Cádis
Cádis (em castelhano: Cádiz) é um município e cidade do sul da Espanha, na província homónima (da qual é capital) na comunidade autónoma da Andaluzia. O município tem 12,3 km² de área e em 2021 tinha 114 244 habitantes (densidade: 9 288,1 hab./km²). É o terceiro município mais populoso da província, a seguir a Jerez de la Frontera e a Algeciras.
A cidade é banhada pela baía de Cádis do oceano Atlântico e o seu clima é intermédio, variando entre os tipos mediterrânico e atlântico europeu, com uma média de temperatura anual de 18 °C e 74 dias de chuva. É uma cidade com um porto comercial importante e um polo industrial que teve grande relevância nos séculos XVIII e XIX. Devido ao porto prosperam na cidade indústrias variadas, como as do fabrico de bebidas alcoólicas, conservas, sapatos, perfumes e tabaco, além do turismo.

## História
A zona de Cádis tem uma história rica e que remonta à pré-história, sendo a primeira referência escrita conhecida da autoria de Estrabão. A urbe actual foi fundada pelos fenícios e ocupada por gregos, cartagineses e romanos, que a chamaram Gades (ou Gadira) e mais tarde Julia Augusta Caditana. Caiu em poder dos mouros, foi saqueada pelos normandos e finalmente conquistada por Afonso X de Castela. Após a descoberta e conquista da América, o porto ganhou uma enorme importância, já que dava acesso a Sevilha, Córdova e, mais tarde, Madrid. A cidade foi ocupada pelos franceses entre 1823 e 1828.

## Monumentos
Entre os mais importantes monumentos, encontra-se a catedral velha (atual Igreja da Santa Cruz), edificada durante o reinado de Afonso X, no século XIII, e reconstruída no século XVII, a catedral nova, dos séculos século XVIII e XIX, além de diversas igrejas, como a de Nossa Senhora das Mercês e a de Santiago, a Torre Tavira e o Museu de Cádis, de arqueologia, belas artes e etnografia.